# GS Большой Медведицы
GS Большой Медведицы (лат. GS Ursae Majoris), HD 90747 — одиночная переменная звезда в созвездии Большой Медведицы на расстоянии приблизительно 812 световых лет (около 249 парсеков) от Солнца. Видимая звёздная величина звезды — от +8,81m до +8,76m.

## Характеристики
GS Большой Медведицы — жёлто-белая пульсирующая переменная звезда типа Дельты Щита (DSCTC:) спектрального класса F8.